# Berit mila
B'rit mila (hebreiska: בְּרִית מִילָה [bərīt mīlā]), även kallad bris (uttalas med kort [i]) bland ashkenaziska judar och sefardiska judar, är den omskärelse som enligt judisk tro ska äga rum på varje judiskt gossebarn på hans åttonde levnadsdag i enlighet med påbudet i Torah (Genesis 17:11-14).
Brit står för förbund och mila står för omskärelse; dessa två hebreiska ord betyder tillsammans "omskärelsens förbund". Omskärelsen är en symbol för förbundet mellan Abrahams folk och Gud. I Första moseboken 17: 10-12, står det: "Och detta är det förbund mellan mig och er och din säd efter dig, som ni skall hålla: allt mankön bland er ska omskäras, när det är åtta dagar gammalt". Skulle ett barn inte vara tillräckligt friskt för att kunna genomgå ingreppet, görs ett undantag och man väntar tills barnet är starkt nog att klara av det. Den förste som omskars var patriarken Abraham. Omskärelsen symboliserar förbundet mellan Gud och Israels barn (judarna).
Omskärelsen utförs av en specialist som kallas för mohel. Omskärelsen kan genomföras när som helst på året i till exempel synagogan, hemmet eller på sjukhus. Det är vid omskärelsen som pojkarna får sitt hebreiska namn. Detta namn används senare i livet vid religiösa ceremonier som vid Torah-läsning och ingående av äktenskap.  Omskärelsen är en betydelsefull ceremoni och firas främst inom familjen. Om kvinnor och barn är med under omskärelsen varierar. Kvinnlig omskärelse har aldrig existerat i judendomen då varje flicka automatiskt föds in i religionen och förbundet. Torah är också tydlig i sin uppfattning att omskärelsen enbart omfattar män. Idag blir nästan alla judiska pojkar omskurna. Inom både ortodox judendom och konservativ judendom är omskärelse ett krav för den man som vill konvertera. I Sverige är varje verksam mohel utredd och godkänd av Socialstyrelsen.